# W hołdzie Tadeuszowi Nalepie
W hołdzie Tadeuszowi Nalepie – album będący hołdem dla zmarłego w 2007 roku „ojca polskiego bluesa”. Zawiera 13 utworów autorstwa Tadeusza Nalepy w wykonaniu m.in. Jana Borysewicza (Lady Pank), Pawła Kukiza (Piersi), Andrzeja Nowaka (TSA, Złe Psy), Piotra Nalepy (Nie-bo), Piotra Cugowskiego (Bracia), Dariusza Kozakiewicza (Perfect), Jerzego Styczyńskiego (Dżem), Leszka Cichońskiego, Macieja Silskiego oraz wielu innych artystów.

## Lista utworów
Źródło:.
1. „Nauczyłem się niewiary” (Maciej Balcar – śpiew, Jerzy Styczyński – gitara)
2. „W pochodzie codzienności” (Andrzej Nowak – śpiew, gitara)
3. „Kiedy byłem małym chłopcem” (Andrzej Nowak – śpiew, gitara)
4. „Co to za człowiek” (Marek „Georgia” Pieczara – śpiew, Marek Raduli – gitara)
5. „Biegniesz tu” (Marek „Georgia” Pieczara – śpiew, Marek Raduli – gitara)
6. „Modlitwa” (Maciej Balcar – śpiew, Jerzy Styczyński – gitara)
7. „Pomaluj moje sny” (Piotr Cugowski – śpiew, Dariusz Kozakiewicz – gitara)
8. „Piękno” (Maciej Silski – śpiew, Jan Borysewicz – gitara)
9. „Pożegnalny Blues” (Jan Borysewicz – śpiew, gitara)
10. „Takie moje miasto jest” (Paweł Kukiz – śpiew, Piotr Nalepa – gitara)
11. „Dbaj o miłość” (Leszek Cichoński – śpiew, gitara)
12. „Oni zaraz przyjdą tu” (Paweł Kukiz – śpiew, Dariusz Kozakiewicz – gitara)
13. „Czarno-czarny film” (Jean Lubera – śpiew, Piotr Nalepa i Nie-bo)

## Sprzedaż
| Lista | Kraj   | Pozycja |
| ----- | ------ | ------- |
| OLiS  | Polska | 7       |